# Thory (Yonne)
Thory ist eine französische Gemeinde mit 193 Einwohnern (Stand: 1. Januar 2022) im Département Yonne in der Region Bourgogne-Franche-Comté. Sie gehört zum Arrondissement Avallon und zum Kanton Avallon.

## Geographie
Thory liegt etwa 36 Kilometer südöstlich von Auxerre und etwa acht Kilometer nördlich von Avallon. Ein kleiner Bach, der Oberflächenwasser sammelt, durchquert das Dorf und mündet am Eingang von Lucy-le-Bois in den Vau-de-Bouche.
Umgeben wird Thory von den Nachbargemeinden Joux-la-Ville im Norden und Nordwesten, Sainte-Colombe im Osten, Provency im Süden und Südosten, Étaule im Süden sowie Lucy-le-Bois im Westen.
Durch die Gemeinde führt die Route nationale 6.

## Geschichte
Die Gemeinde wurde 1869 als Abspaltung der Nachbargemeinde Lucy-le-Bois gegründet.

## Bevölkerungsentwicklung
| Jahr                       | 1962 | 1968 | 1975 | 1982 | 1990 | 1999 | 2006 | 2013 | 2020 |
| Einwohner                  | 182  | 176  | 131  | 162  | 171  | 170  | 186  | 205  | 198  |
| Quellen: Cassini und INSEE |      |      |      |      |      |      |      |      |      |

## Sehenswürdigkeiten
- Kirche Immaculée-Conception aus dem 19. Jahrhundert
- Schloss Thory mit Ursprüngen aus dem 13. Jahrhundert

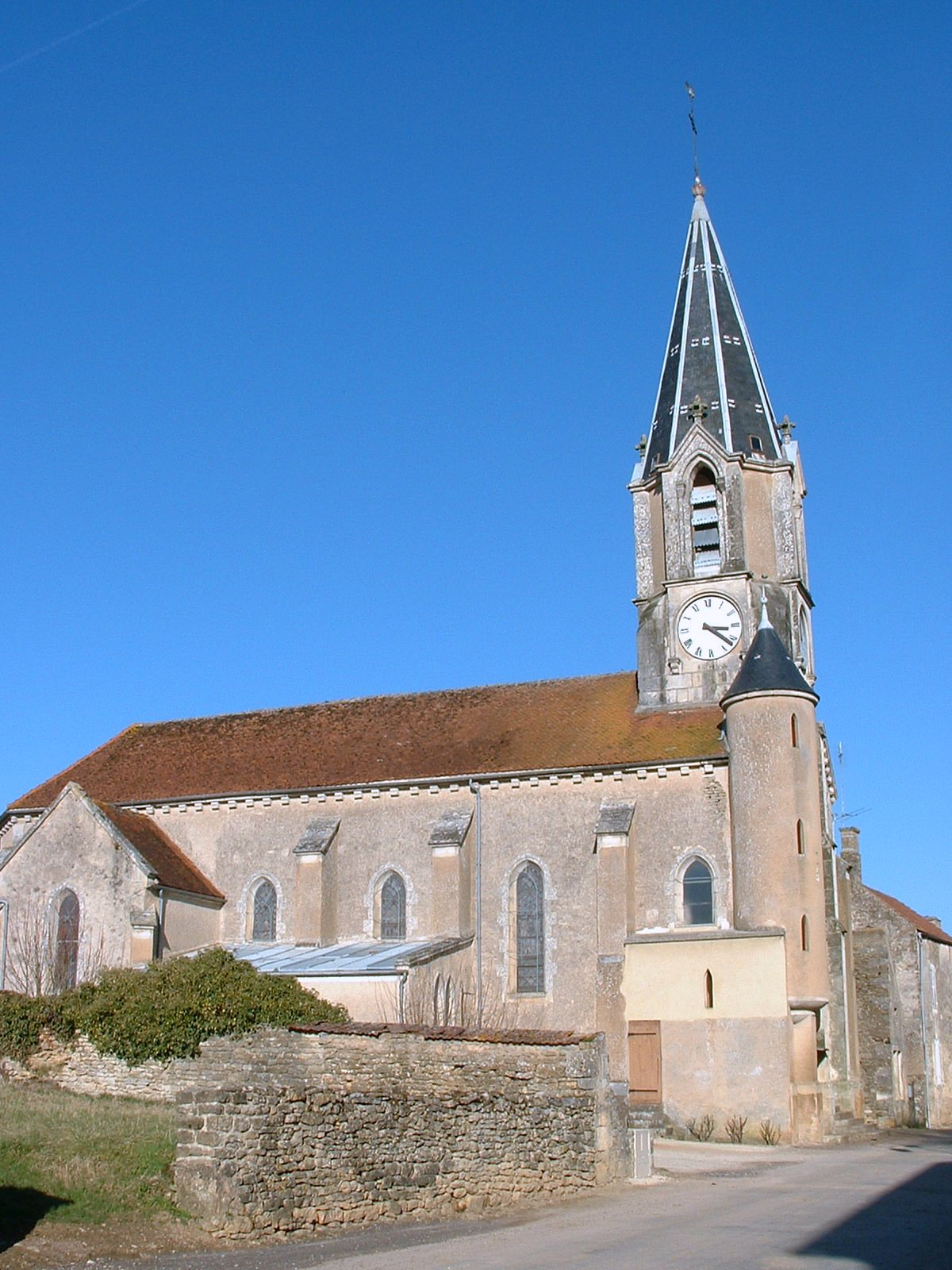
Kirche Immaculée-Conception
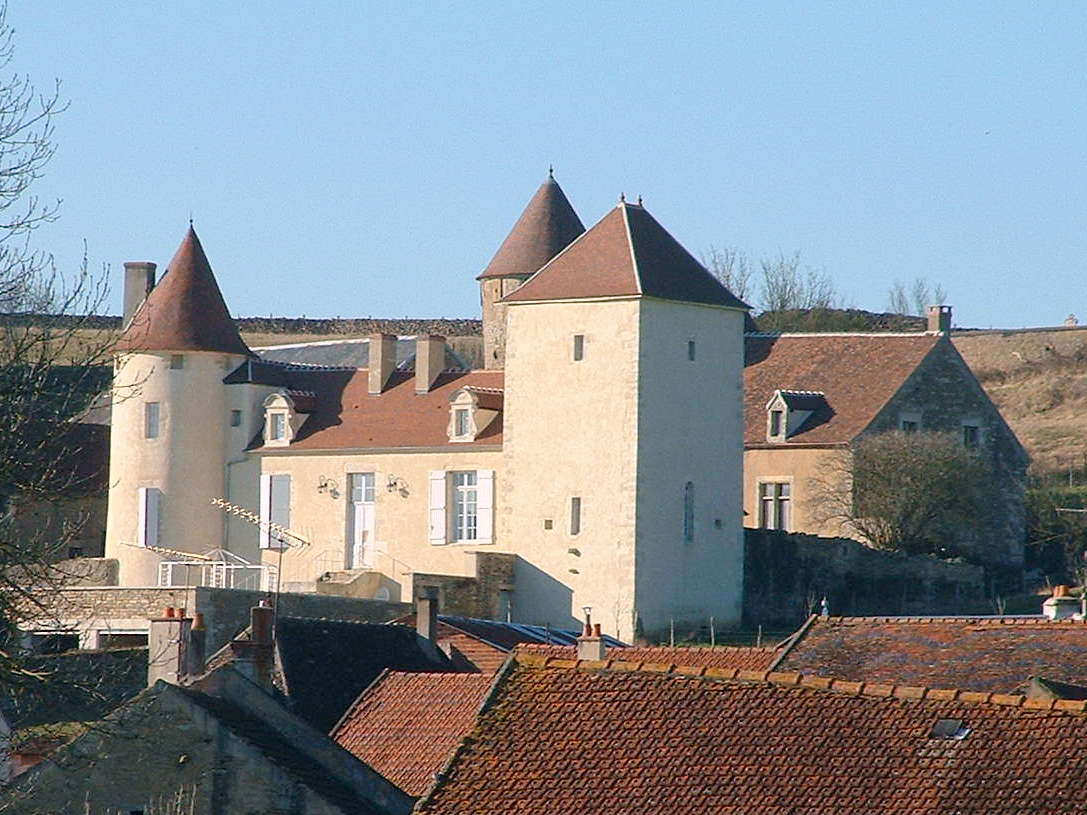
Schloss Thory